# Cynodon (рыбы)
Cynodon (лат.) — род лучепёрых рыб из семейства цинодонтовых (Cynodontidae), из тропической Южной Америки (бассейны Амазонки и Ориноко, а также рек Гвианы). Длина тела представителей этого рода составляет от 30 до 32,2 см. Это хищные рыбы, питающиеся в основном другими рыбами, но также и насекомыми.

## Виды
В настоящее время в род включают 3 вида:
- Cynodon gibbus (Agassiz, 1829)
- Cynodon meionactis Géry, Le Bail & Keith, 1999
- Cynodon septenarius Toledo-Piza, 2000